# Synsepalum buluensis
Synsepalum buluensis là một loài thực vật có hoa trong họ Hồng xiêm. Loài này được (Greves) ined. miêu tả khoa học đầu tiên.